# ブダペスト民族博物館
座標: 北緯47度30分28.13秒 東経19度2分54.31秒 / 北緯47.5078139度 東経19.0484194度

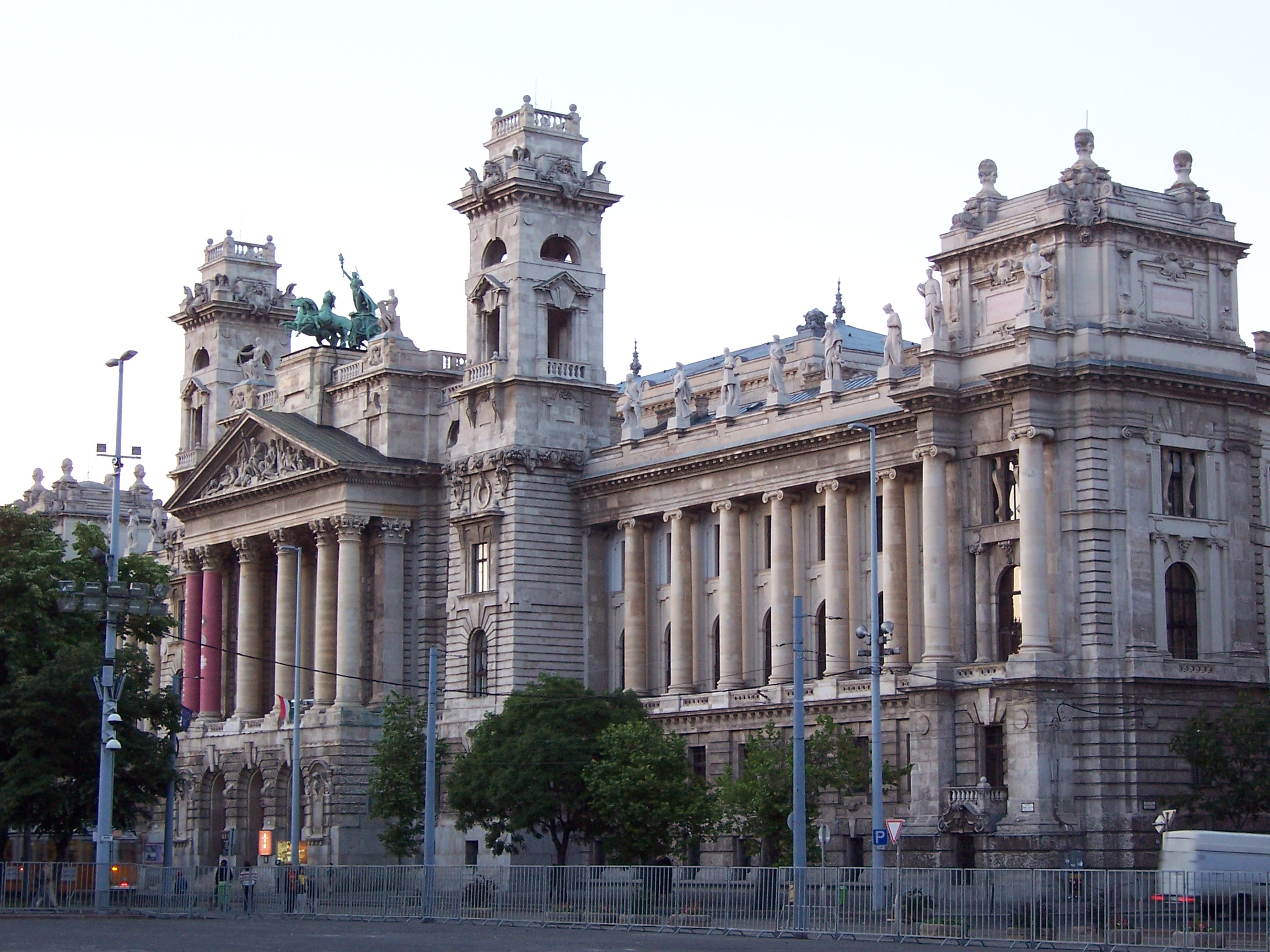
ブダペスト民族博物館

ブダペスト民族博物館(ハンガリー語: Néprajzi Múzeum)とは、ハンガリーのブダペストにある国立博物館である。

## 歴史
この博物館は1872年にハンガリー国立博物館の民族館として建造された。初代館長はジョン・ザンタス・デ・ヴェセイ。
その後、1947年に国立博物館と公式に分離した。1973年にはコシュート・ラヨシュ広場の国会議事堂の対面に移った。また、この現在の建物はハウスマン・アラヨシュによって作られた。